# Soldiers of Fortune (The Outlaws)
| Recensione | Giudizio |
| ---------- | -------- |
| AllMusic   |          |

Soldiers of Fortune è il nono album degli Outlaws, pubblicato dalla Pasha Records nel 1986. Il disco fu registrato e mixato al Pasha Music House di Hollywood, California (Stati Uniti).

## Tracce
Lato A
1. One Last Ride – 4:25 (Chuck Glass, Randy Bishop)
2. Soldiers of Fortune – 3:32 (Hughie Thomasson, Alan Walden, Randy Bishop, Henry Paul III, L.C. Cohen)
3. The Night Cries – 4:35 (Hughie Thomasson, Randy Bishop, Henry Paul III, Duane Evans)
4. The Outlaw – 3:49 (Henry Paul III, Duane Evans, Steve Grisham)
5. Cold Harbor – 4:22 (Henry Paul III, Chuck Glass)

Lato B
1. Whatcha Don't Do – 3:49 (Hughie Thomasson, Henry Paul III, John Townsend)
2. Just the Way I Like It – 4:01 (Spencer Proffer, Billy Thorpe)
3. Saved by the Bell – 3:56 (Randy Bishop, Jon Butcher)
4. Lady Luck – 3:52 (Henry Paul III, Duane Evans, Steve Grisham)
5. Racin' for the Red Light – 6:04 (Freddie Salem, Hughie Thomasson, Randy Bishop)

## Musicisti
- Hughie Thomasson - chitarra solista, voce, accompagnamento vocale, cori
- Henry Paul - chitarre, voce solista, accompagnamento vocale, cori
- David Dix - batteria
- Chuck Glass - basso, tastiere, accompagnamento vocale, cori
- Steve Grisham - chitarra solista, accompagnamento vocale, cori[2]

Ospiti
- Randy Bishop - produttore, percussioni elettroniche (SP 12 e drum programming), sampler, accompagnamento vocale, cori
- Randy Bishop - organo (brano: Whatcha Don't Do)
- Jimmy Glenn - batteria (solo nel brano: Whatcha Don't Do)
- Dwight Marcus - drum programming (percussioni elettroniche)
- Buster McNeil - chitarra, accompagnamento vocale, cori
- Bart Bishop - accompagnamento vocale, cori
- John Townsend - accompagnamento vocale, cori
- Jon Butcher - accompagnamento vocale, cori
- Stacey Lyn Shaffer - accompagnamento vocale, cori